# موسى أباد (نائين)
موسی‌ أباد هي قرية في مقاطعة نائين، إيران. عدد سكان هذه القرية هو 41 في سنة 2006.